# 劉明簡
劉明簡（？年—？年），字敬所，四川鄰水縣人，明朝政治人物。

## 生平
萬曆元年（1573年）癸酉科四川鄉試第十八名舉人，萬曆十七年（1589年）任湖南衡山縣知縣，修復鄴侯書院，政治精明，作育人材，治理衡山縣六年，升任錦衣衞經歷。崇祀鄉賢祠。